# قائمة المسائل غير المحلولة في الأحياء
تسرد هذه المقالة المشاكل البارزة التي لم يتم حلها في علم الأحياء.

## علم الأحياء العام

### نشأة الحياة وأصولها
- أصل الحياة. كيف ومتى نشأت الحياة على الأرض بالضبط؟ أي من الفرضيات العديدة صحيحة، إن وجدت؟ ما هي المسارات الأيضية التي استخدمتها أشكال الحياة الأولى؟
  - أصول الفيروسات. كيف ومتى نشأت مجموعات مختلفة من الفيروسات بالضبط؟
  - الحياة خارج كوكب الأرض. هل يمكن أن تكون الحياة التي لم تنشأ من كوكب الأرض قد تطورت أيضًا على كواكب أخرى؟ هل يمكن أن تكون هذه الحياة ذكية؟
  - ما هي الأصول الكيميائية للحياة؟ كيف تولد المركبات الكيميائية غير الحية أشكال حياة معقدة ذاتية التكرار؟
- تطور الجنس. ما هي المزايا الانتقائية التي دفعت إلى تطور التكاثر الجنسي، وكيف تطورت؟
- الشذوذ الجنسي. ما هو سبب الشذوذ الجنسي وخاصة في الجنس البشري؟
- تنمية و تطور الدماغ. كيف ولماذا تطور الدماغ؟ ما هي المحددات الجزيئية لنمو الدماغ الفردي؟
- أصل حقيقيات النوى ( تكافؤ ). كيف ولماذا تتحد الخلايا لتشكل الخلية حقيقية النواة؟ هل أدى حدث عشوائي واحد أو أكثر إلى ظهور الخلايا حقيقية النواة الأولى، أم هل يمكن تفسير تكوين الخلايا حقيقية النواة بالمبادئ الفيزيائية والبيولوجية؟ كيف أصبحت دورة الانقسام الميتوكوندريا متزامنة مع خليتها المضيفة؟ هل نشأت الميتوكوندريا أو النواة أولاً في حقيقيات النوى؟
- آخر سلف مشترك عالمي. ما هي خصائص السلف المشترك الأخير للعتيقات والبكتيريا وحقيقيات النوى؟ هل تطورت العتائق وحقيقيات النوى خارج نطاق البكتيريا أم لتتشكل القاعدية بها؟ هل تشترك العتائق وحقيقيات النوى في سلف مشترك لاحق أو سابق للبكتيريا؟

### الكيمياء الحيوية وبيولوجيا الخلية
- ماذا تفعل كل البروتينات غير المعروفة؟ ما يقرب من عقدين من الزمن منذ أن تم تسلسل أول حقيقيات النوى، لا يزال «الدور البيولوجي» لحوالي 20٪ من البروتينات غير معروف.[1] العديد من هذه البروتينات محفوظة في معظم الأنواع حقيقية النواة وبعضها محفوظ في البكتيريا، مما يشير إلى دور أساسي للحياة.[1][2]
- محددات حجم الخلية. كيف تحدد الخلايا الحجم الذي يجب أن تنمو إليه قبل الانقسام؟
- جهاز جولجي. في نظرية الخلية، ما هي آلية النقل الدقيقة التي تنتقل بواسطتها البروتينات عبر جهاز جولجي؟
- آلية عمل الأدوية. آليات العمل للعديد من الأدوية بما في ذلك الباراسيتامول، الليثيوم، الثاليدومايد والكيتامين ليست مفهومة تماما.
- طي البروتين. ما هو الكود القابل للطي؟ ما هي آلية الطي؟ هل يمكننا توقع التركيب الأصلي للبروتين من تسلسل الأحماض الأمينية؟ هل من الممكن التنبؤ بالبنية الثانوية والثالثية والرباعية لتسلسل متعدد الببتيد يعتمد فقط على التسلسل والمعلومات البيئية؟ مشكلة الطي العكسي للبروتين: هل من الممكن تصميم تسلسل متعدد الببتيد يعتمد بنية معينة في ظل ظروف بيئية معينة؟[3][4] تم تحقيق ذلك للعديد من البروتينات الكروية الصغيرة في عام 2008.[5] في عام 2020، تم الإعلان عن شبكة ألفا فولد من جوجل، وهي شبكة عصبية تعتمد على ديب مايند الذكاء الاصطناعي قادر على التنبؤ بالشكل النهائي للبروتين بناءً على سلسلة الأحماض الأمينية الخاصة به بدقة تصل إلى حوالي 90٪ على عينة اختبار من البروتينات التي يستخدمها الفريق.[6]
- حركية الإنزيم: لماذا تظهر بعض الإنزيمات حركيات أسرع من الانتشار؟[7]
- مشكلة طي الحمض النووي الريبي (RNA): هل من الممكن التنبؤ بدقة بالبنية الثانوية والثالثية والرباعية لتسلسل حمض متعدد الريبونوكلييك بناءً على تسلسلها وبيئتها؟
- تصميم البروتين: هل من الممكن تصميم إنزيمات فعالة للغاية من أجل أي تفاعل مرغوب فيه؟[8]
- اصطناع حيوي: هل يمكن إنتاج الجزيئات المرغوبة، أو المنتجات الطبيعية أو غير ذلك، بإنتاجية عالية من خلال التلاعب بمسار الإصطناع الحيوي؟[9]
- ما هي آلية التحولات الخيفية للبروتينات؟  تم افتراض النماذج المنسقة والمتسلسلة ولكن لم يتم التحقق من أي منهما.
- ما هي الروابط الداخلية من المستقبلات اليتيمة؟
- ما هي مادة عامل فرط الاستقطاب المشتق من البطانة؟

### أخرى
- لماذا تحدث الشيخوخة البيولوجية؟ هناك عدد من الفرضيات حول سبب حدوث الشيخوخة، بما في ذلك تلك التي تمت برمجتها عن طريق تغييرات التعبير الجيني وأن الضرر المتراكم للعمليات البيولوجية.
- اتساق الحركة. كيف يمكننا أن نتحرك بشكل يمكن التحكم فيه، على الرغم من أن نبضات العصب الحركي تبدو عشوائية وغير متوقعة؟[10]
- كيف تنمو الأعضاء بالشكل والحجم الصحيحين؟[11] كيف يتم تشكيل الشكل والحجم النهائيين للأعضاء بشكل موثوق؟ يتم التحكم في هذه العمليات جزئيًا بواسطة مسار إشارات فرس النهر.
- هل يمكن لتطوير أنظمة بيولوجية معرفة الوقت؟[11] إلى حد ما، يبدو أن هذا هو الحال، كما يتضح من جين كلوك.
- لماذا نادرًا ما يولد الأطفال مصابون بالسرطان؟[12]

## البيولوجيا البشرية
- استخدام اليد: من غير الواضح كيف يتطور استخدام اليد، والغرض الذي يخدمه، ولماذا يكون استخدام اليد اليمنى أكثر شيوعًا، ولماذا يوجد استخدام لليد اليسرى.
- ضحك: في حين أنه من المقبول عمومًا أن الضحك تطور كشكل من أشكال التواصل الاجتماعي، إلا أن العملية العصبية الحيوية التي تدفع البشر إلى الضحك ليست مفهومة جيدًا.
- التثاؤب: لم يتم تحديد الغرض البيولوجي أو الإجتماعي للتثاؤب.[13]

- لماذا البشر لديهم بصمات أصابع؟ وظيفة حواف البشرة على أصابع الإنسان (بصمات الأصابع) ليست مفهومة جيدًا. تم دحض النظرية القائلة بأن بصمات الأصابع تساعد في الحفاظ على القبضة. من المحتمل أن تلعب بصمات الأصابع دورًا ما في إدراك النسيج ولكن هذا لم يثبت بعد.[14]
- انخفاض عدد الحيوانات المنوية الذكرية: ليس من الواضح سبب الانخفاض المستمر في عدد الحيوانات المنوية في جميع أنحاء العالم منذ القرن العشرين.[15]
- انخفاض متوسط درجة حرارة الجسم منذ القرن التاسع عشر: تشير البيانات الطبية إلى أن متوسط درجة حرارة الجسم قد انخفض بمقدار 0.6 درجة مئوية منذ القرن التاسع عشر. السبب غير واضح على الرغم من أنه قد تم اقتراح أن له علاقة مع انخفاض الالتهاب الناتج عن قلة التعرض للكائنات الحية الدقيقة.[16]
- لماذا توجد فصائل الدم؟ من غير الواضح ما هو أصل وهدف الحصول على أنواع الدم. يُعتقد أن دم O قد يكون تكيفًا مع الملاريا وأن أنواع الدم المختلفة تستجيب لأمراض مختلفة ولكن هذه الفرضية لم تثبت بعد. لماذا تطورت هذه المستضدات في المقام الأول؟ ما الذي يفسر الاختلافات في فصيلة الدم؟ ما هي أقدم الاختلافات في أنواع الدم؟ ما الذي يفسر العدد الكبير من أنواع الدم النادرة غير ABO؟ ما هو دور فصائل الدم في مكافحة الأمرض؟[17]
- تأثير العطس الضوئي: ما الذي يسبب تأثير العطس الضوئي؟ لماذا هو شائع جدا ولكنه ليس عالميا؟
- فيرمونات الجنس البشري: هناك أدلة متناقضة على وجود الفيرومونات البشرية. هل هم موجودون بالفعل، وإذا كان الأمر كذلك، فكيف تؤثر على السلوك؟[18]
- وجود بقعة جي: هل توجد بقعة جي بالفعل؟ إذا كان الأمر كذلك فهل هو موجود في جميع النساء؟ ما هو بالضبط؟

## البيولوجيا غير البشرية

### علم البيئة والتطور وعلم الحفريات
تشمل المشكلات غير المحلولة المتعلقة بالتفاعلات بين الكائنات الحية وتوزيعها في البيئة ما يلي:
- مفارقة العوالق. يبدو أن التنوع الكبير في العوالق النباتية ينتهك مبدأ الاستبعاد التنافسي.
- الانفجار الكامبري. ما هو سبب التنوع السريع الواضح من الحياة الحيوانية المتعددة الخلايا حول بداية العصر الكامبري، مما أدى إلى ظهور الحيوانات الحديثة كلها تقريبا من الكائنات الحية؟
- تدرج التنوع العرضي. لماذا يزداد التنوع البيولوجي عند الانتقال من القطبين باتجاه خط الاستواء؟
- سر داروين البغيض من علم النبات/ النباتات. ما هو التاريخ التطوري الدقيق للزهور وما سبب الظهور المفاجئ على ما يبدو للزهور الحديثة تقريبًا في السجل الأحفوري؟
- عدم وجود أحافير لوريسيفيرا. هناك ما لا يقل عن 100 نوع من هذه الشعبة من الحيوانات البحرية التي تعيش في البحر (العديد منها غير موصوف)، ولكن لا يوجد أي منها معروف في السجل الأحفوري.
- شكل الكبار من فيستوتيكا. لم يتم العثور على الشكل البالغ لهذا الحيوان في الماء، ولا يزال لغزا ما ينمو فيه.
- أصل الثعابين. هل تطورت الثعابين من حفر سحالي أو سحالي مائية؟ هناك دليل على كلا الفرضيتين.
- أصل السلاحف. هل تطورت السلاحف من الأنابسيدات أوالدابسيدات؟ هناك دليل على كلا الفرضيتين.
- الكائنات الحية في إدياكاران. كيف ينبغي تصنيف الكائنات الحية في إدياكاران؟ حتى المملكة التي ينتمون إليها غير واضحة. لماذا تم إزالتهم بشكل حاسم من قبل الكائنات الحية الكامبري؟